# Ніколя Другет
Ніколя Другет (фр. Nicolas Druget, д/н — бл. 1295) — державний діяч Неаполітанського королівства.

## Життєпис
Походив з французького шляхетського роду, можливо відгалуження бургундського або прованського де Мерло. За деякими версіями був сином Дрого (Друго) де Мерло. Звідси його стали звати Другет, малий Друго. Втім висувається також версія, що первісно Ніколо звали Ругет або де Регіне, а в Італії перетворився на Другета. 
Напевне прибув до Італії разом з королем Карлом Анжуйським у 1266 році. 1267 року стає дворецьким при дворі короля. У 1270 року призначено старшим дворецьким. В цей же період він супроводжував короля під час його візиту до Риму. Водночас отримав маєтність Паскарола в Кампанії. 
В 1275 році Ніколо Другет (разом з Жаном де Усом) отримує посаду вихователя королівських онуків — синів принца Карла, спадкоємця трону. Вважається, що це було пов'язано з високою освіченістю Другета та його зв'язками з творчою елітою того часу. Зокрема, висловлюється думка, що був у приязних стосунках з Джотто ді Бондоне.
Разом з цією посадою він отримує в управління місто Ночера, зарплатню в 2 золотих дуката на день та посаду коменданта башти Святого Еразма в Капуї (неподалік від амфітеатру міста). Втім до Капуї Ніколя Другет призначив свого намісника. Втім невдовзі втратив посаду коменданта.
Після смерті короля Карла І в 1285 року Ніколя Другет був направлений новим королем Карлом II до почту нового спадкоємця трону — принца Карла Мартела. Помер Другет близько 1295 року.

## Родина
Дружина — Ізабелла
Діти:
- Джованні (д/н—1292/1295)